# نامقدس (ترانه سم اسمیت و کیم پتراس)
«نامقدس» (به انگلیسی: Unholy) ترانه‌ای از خوانندهٔ بریتانیایی سم اسمیت و خوانندهٔ آلمانی کیم پتراس می‌باشد که در ۲۲ سپتامبر سال ۲۰۲۲ از سوی ئی‌ام‌آی رکوردز و کپیتال رکوردز به‌عنوان دومین تک‌‎آهنگ از چهارمین آلبوم استودیویی اسمیت تحت عنوان گلوریا (۲۰۲۳) و تک‌آهنگ جایزه از نخستین آلبوم استودیویی پتراس تحت عنوان اهریمنو سیر کن (۲۰۲۳) منتشر گردید. این ترانه یک ماه قبل از انتشار توسط سم اسمیت در تیک‌تاک به نمایش گذاشته شد و به‌دلیل استفاده شدن در ویدئوهایی در سبک ترست ترپ وایرال شد.